# Хомичи (Брестская область)
Хомичи (бел. Хамічы) — деревня в Берёзовском районе Брестской области Беларуси. Входит в состав Берёзовского сельсовета.

## География
Деревня находится в центральной части Брестской области, при автодороге Н-78, на расстоянии приблизительно 1 километра (по прямой) к северо-западу от города Берёза, административного центра района. Абсолютная высота — 152 метра над уровнем моря. Площадь населённого пункта — 0,511 км².

## История
По состоянию на 1905 год, в Хомичах проживало 211 человек. В административном отношении деревня входила в состав Березской волости Пружанского уезда Гродненской губернии.
Согласно Рижскому мирному договору (1921), деревня вошла в состав межвоенной Польши. Входила в состав гмины Берёза Картузская Пружанского повета Полесского воеводства Польши. В 1921 году числилось 74 жителя, проживавших в 11 домах. В этническом составе населения того периода поляки составляли 100 %. В конфессиональном составе населения преобладали православные христиане (77 %) и католики (23 %).
С 1939 года в БССР.

## Население
По данным переписи 2019 года, в деревне проживало 110 человек.
| Год  | Население, человек |
| ---- | ------------------ |
| 1905 | 211                |
| 1921 | ↘ 74               |
| 2009 | ↗ 140              |
| 2019 | ↘ 110              |